# Moschino

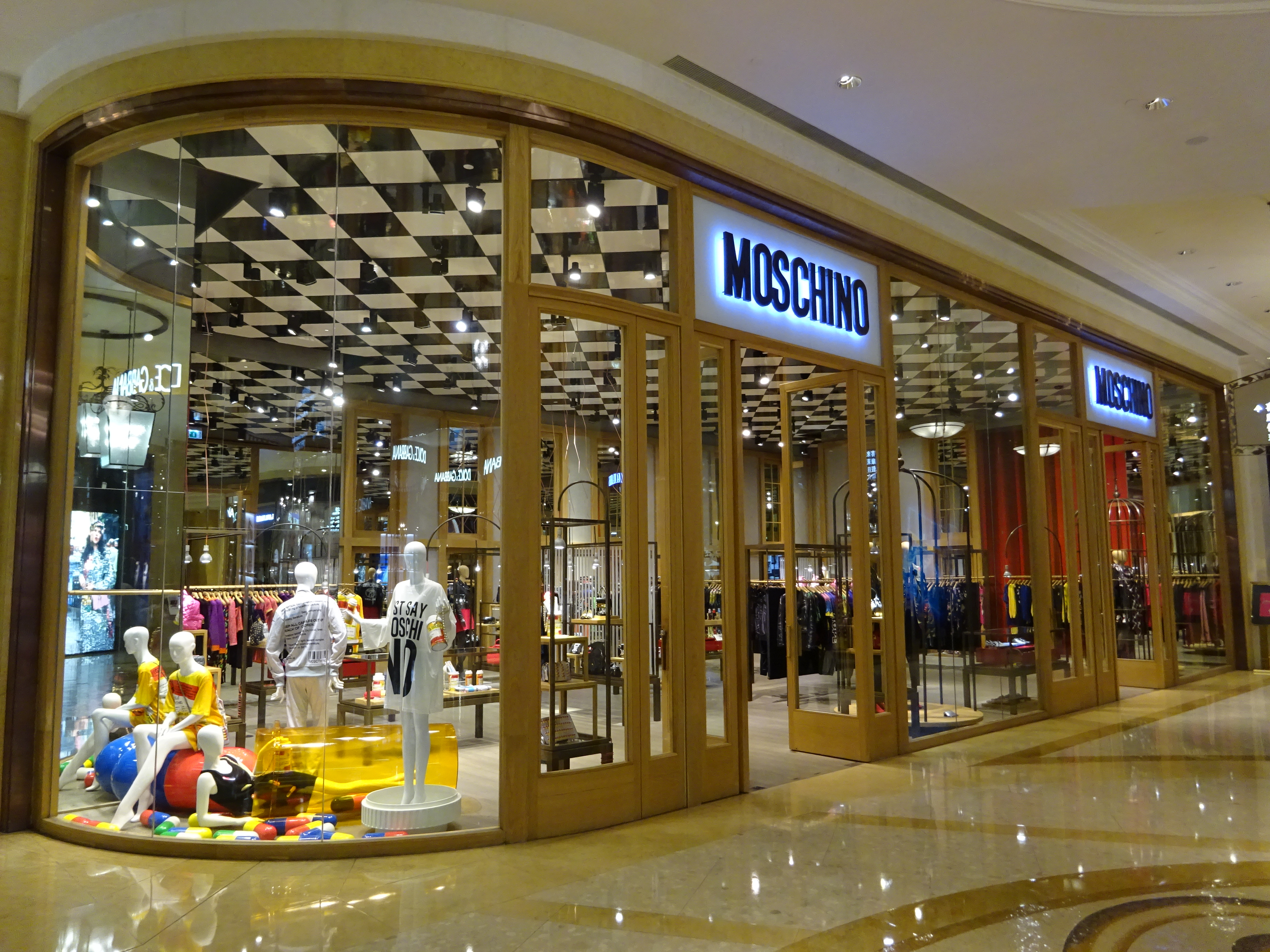
Tienda Moschino en Macao.

Moschino es una casa de modas italiana, que manufactura ropa de moda para mujer, hombres y niños, así como fragancias, artículos de decoración, cosméticos y joyas.

## Historia
La marca fue originalmente creada en 1983 por Franco Moschino (1950-1994). Moschino y su marca se hicieron famosos por sus innovadores y coloridos -a veces excéntricos- diseños, por sus críticas a la industria de la moda y por sus campañas de sensibilización social en la década de 1990. Después de la muerte prematura de Moschino, Rossella Jardini, su antigua asistente, se volvió la directora creativa. La marca ha sido parte del grupo de moda Aeffe desde 1999. En 2006, Moschino diseñó los trajes para la ceremonia de apertura de los Juegos Olímpicos de Turín. Moschino también ha diseñado modelos para Kylie Minogue en su gira del 2005 Showgirl - The Greatest Hits Tour, para Madonna en el 2008 en su gira Sticky & Sweet Tour, en 2015 en su gira Rebel Heart Tour y 6 atuendos para Lady Gaga de su gira The Born This Way Ball en el 2011-2012.

## Marcas
La marca se compone de varias etiquetas: Moschino (línea principal para mujeres y hombres), Moschino Cheap and Chic (línea secundaria para la mujer, creada en 1988), Love Moschino (línea de difusión para hombres y mujeres, conocida como Moschino Jeans de 1986 a 2008), señaladas en orden de exclusividad. También, accesorios de moda, joyería, perfumes y cosméticos, incluso cascos de motocicleta son vendidos bajo la marca de Moschino. En Milán, Moschino abrió su Hotel concepto en 2009, que lleva por nombre "Maison Moschino".

## Tiendas
La marca tiene tiendas ubicadas en Nueva York, Los Ángeles, Ciudad de México, Londres, Roma, Milán, Capri, Berlín, París, Vilna, Estambul, Dnipropetrovsk, Kiev, Moscú, San Petersburgo, Ekaterimburgo, Almaty, Dubái, Baréin, Salmiya, Kuwait, Pekín, Nankín y varias tiendas en Asia.

## Colaboración con Los Sims 4 y Electronic Arts
En el EA Play 2019 Se anunció que los Sims 4 estará en colaboración con Moschino y traerán un pack de accesorios inspirado en su ropa.